# Peter Kalmár
 (mai 2024).
Si vous disposez d'ouvrages ou d'articles de référence ou si vous connaissez des sites web de qualité traitant du thème abordé ici, merci de compléter l'article en donnant les références utiles à sa vérifiabilité et en les liant à la section « Notes et références ».
Peter Kalmár, né le 11 août 1934 à Budapest, est un chirurgien cardiaque allemand originaire de Hongrie, pionnier dans le domaine de la désinfection des mains. 

## Biographie
Kalmár a été admis à étudier la médecine à Budapest en 1952 . En 1956, il a fui la Hongrie ; l'évasion s'est terminée à Hambourg, où il a terminé ses études. En 1958, il obtient son doctorat.
Il a d'abord travaillé comme assistant médical dans plusieurs hôpitaux de Hambourg. Il travaille à partir de 1962 à Rheinhausen. En 1964, il revient à Hambourg.
En 1968, il est nommé médecin senior en chirurgie cardiaque. En 1969, il reçoit son habilitation avec le droit d'enseigner en chirurgie cardiovasculaire et en cardiologie expérimentale. En 1973, il est nommé professeur extraordinaire.
Il reçoit en 1974 un appel pour prendre la présidence de la chirurgie cardiovasculaire à l'université de Bonn. Au cours des négociations de rendez-vous finalement infructueuses, l'opérateur de l'hôpital de Hambourg fait une offre de séjour.
En 1987, il devient chef de la chirurgie cardiaque à l'UKE.
En 1993, il fait partie d'une équipe chirurgicale à l'UKE qui effectue la première transplantation cardiaque et hépatique double en Allemagne.